# Victor von Podbielski
Victor von Podbielski   (Frankfurt de l'Oder, 26 de febrer de 1844 - Berlín, 21 de gener de 1916) va ser un militar, polític i oficial alemany; fill de Theophil von Podbielski.
S'educà en l'Escola de Cadets; el 1862 ingressà, amb el grau de tinent, en l'11.è regiment d'ulans, i en la campanya de 1866 fou ajudant de la 6.ª divisió d'infanteria. Oficial d'estat major del 10.è cos d'exèrcit, en la campanya de 1870/71, passà el 1871 a l'estat major general; el 1878 fou ascendit a major, el 1885 de li confià el comanament del 3.èr, regiment d'hússars, el 1888 ascendí a comandant, i el 1890 se li encarregà el comanament de l 34.ª brigada de cavalleria abandonant l'exèrcit el 1891; es dedicà a l'administració de la seva finca de Delmin, a Westprignitz.
El 1893 fou elegit membre del Reichstag, i va ser diverses vegades president de comissió i director de l'Associació d'Oficials Alemanys, succeint el 1897 a Heinrich von Stephan com a director de Comunicacions, i de 1901 a 1906 tingué al seu càrrec la cartera d'Agricultura, de Prússia, que tingué d'abandonar en ser acusat pel canceller Bernhard von Bülow de dedicar-se a negocis d'industria i de la banca els quals eren incompatibles amb el seu càrrec estatal.